# 王砧林
王砧林（1981年1月—），法学硕士，中共党员，现任共青团河南省委书记。他长期从事团省委重要会议、重大工作的文字起草工作。

## 简历
曾在驻马店驻村两年时间，也在河南省信访局挂职工作。
2021年12月，任共青团河南省委副书记。2022年12月，当选第十三届河南省青联主席。
2024年3月，升任共青团河南省委书记。